# Fe, Fi, Fo, Fum y Phooey

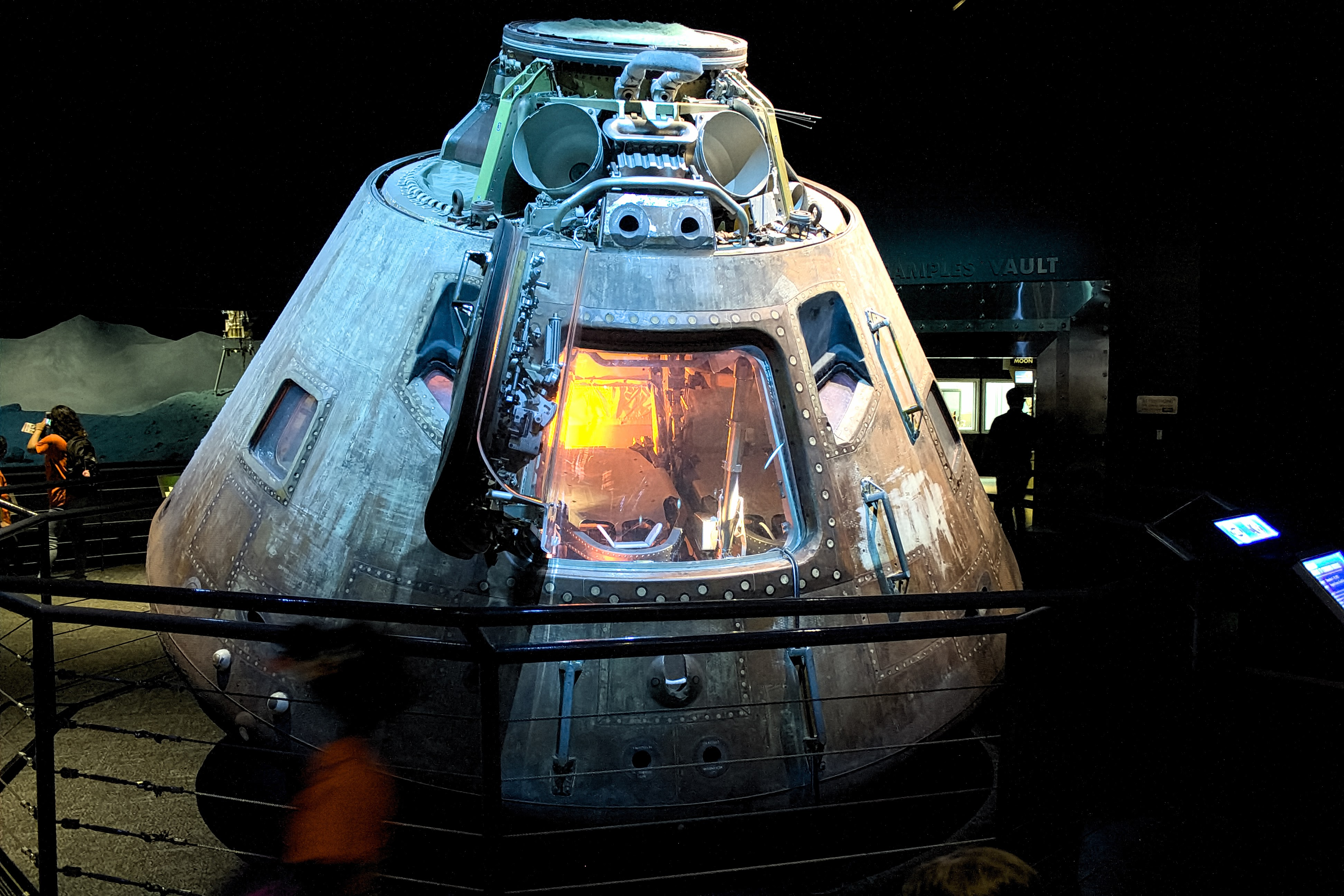
Apolo 17 CM Houston

Fe, Fi, Fo, Fum y Phooey fueron cinco ratones que viajaron desde la Tierra y dieron 75 vueltas a la Luna en la misión Apolo 17 de 1972.
La NASA les dio los números de identificación A3326, A3400, A3305, A3356 y A3352, y sus apodos fueron dados por la tripulación del Apolo 17, Eugene Cernan, Harrison Schmitt y Ronald Evans. Los cuatro ratones macho, una hembra y Evans orbitaron la Luna durante seis días y cuatro horas en el módulo de mando del Apolo América mientras Cernan y Schmitt realizaban las últimas excursiones a la Luna del programa Apolo. Uno de los ratones murió (A-3352) durante el viaje, y los otros cuatro fueron sacrificados y disecados para obtener la información biológica que deseaban al regresar con éxito de la Luna.
Los tres astronautas y los cinco ratones fueron los últimos terrícolas en viajar y orbitar la Luna. Evans y los cinco ratones comparten dos récords de vida en vuelos espaciales: el mayor tiempo en la órbita lunar (147 horas y 43 minutos), y la mayor cantidad de órbitas lunares viajadas.
El Apolo 17 fue lanzado el 7 de diciembre de 1972 y regresó a la Tierra el 19 de diciembre. Un experimento biológico de rayos cósmicos (BIOCORE) llevó a los cinco ratones de bolsillo (Perognathus longimembris), una especie elegida para el experimento porque tenían respuestas biológicas bien documentadas. Entre las ventajas de la especie figuraban su pequeño tamaño, su facilidad de mantenimiento en estado aislado (no requieren agua potable durante la duración prevista de la misión y producen desechos muy concentrados) y su capacidad demostrada de soportar el estrés ambiental.
A los ratones, Fe, Fi, Fo, Fum y Phooey, se les había implantado monitores de radiación bajo el cuero cabelludo para ver si sufrían daños por los rayos cósmicos. Cuatro de los cinco ratones sobrevivieron al vuelo; la causa de la muerte del quinto no se determinó.
Después de su regreso a la Tierra, los cuatro ratones vivos restantes fueron sacrificados y disecados, y aunque se detectaron lesiones en el cuero cabelludo y el hígado, parecían no estar relacionadas entre sí, y no se pensaba que fueran el resultado de los rayos cósmicos. No se encontró ningún daño en las retinas ni en las vísceras de los ratones. En el momento de la publicación del Informe Científico Preliminar del Apolo 17, sus cerebros aún no habían sido examinados, y los estudios posteriores, sin embargo, no mostraron ningún efecto significativo en los cerebros de los ratones.